# Patrizia Casagranda

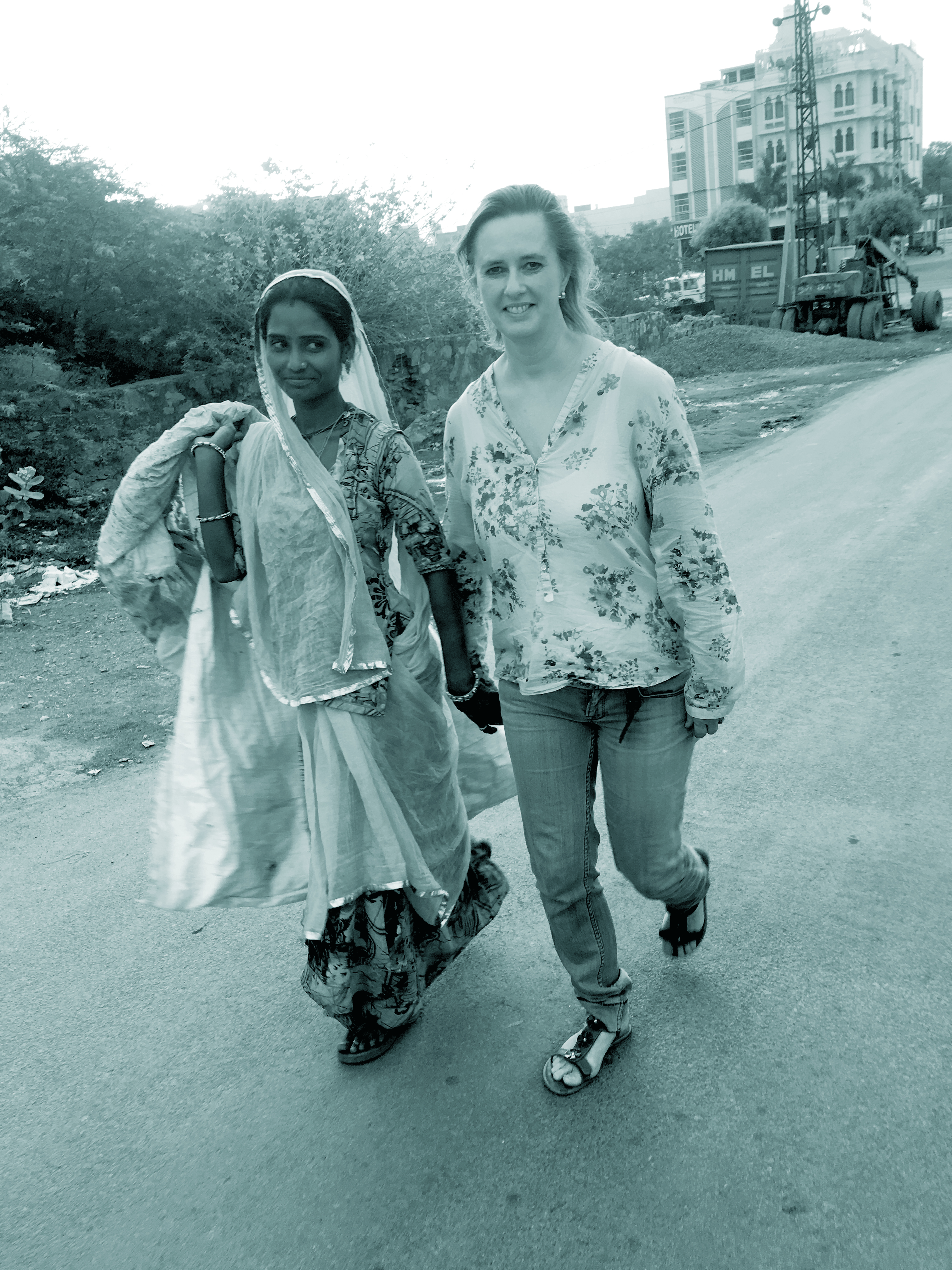
Patrizia Casagranda mit einem Modell ihrer Portraitreihe Diversity in Indien (2017)

Patrizia Casagranda (* 1979 in Stuttgart) ist eine deutsch-italienische Künstlerin.

## Leben
In ihren Porträts kombiniert sie Street Art, Nachhaltigkeit und Upcycling mit der Kraft und der Stärke von Frauen. Die meisten Werke haben als Thema ausdrucksstarke weibliche Gesichter. Als Gestaltungsmittel verwendet sie Collagen, Schablonenkunst, Malerei und Typografie. In den Werken werden gebrauchte Materialien, wie Kartonagen, LKW-Planen, Armee-Zelte und Jutesäcke eingesetzt. Die Werke wirken sowohl aus Entfernung bei der die Porträts erkennbar werden, wie auch aus der Nähe bei der die Details der Punktrastertechnik und der Materialien sichtbar werden.

## Ausstellungen
- 2023 Biennale Venedig
- 2023 Art Expo in New York
- 2022 Osten Biennial of Drawing Skopje
- 2022 Art Miami
- 2022 Art Expo in New York
- 2021 Urban Art@pforzheim
- 2020 Art Gallery Wiesbaden